# Marco Pillinini
Marco Pillinini, né à Genève le 6 janvier 1964, est un artiste peintre suisse. Il vit et travaille à Versoix.

## Parcours professionnel
Diplômé de l'École des arts décoratifs de Genève (Haute École d'art et de design Genève) et de l'École supérieure d’art visuel de Genève (Écoles d'art de Genève), il a depuis participé à plusieurs expositions en Suisse.
Son œuvre s'apparente au mystique et au symbolisme, représentant souvent des personnages bibliques empruntés à l'histoire sainte. La plupart de ses créations sont sur des supports papier provenant de livres chinés au gré de ses promenades sur des marchés aux puces, il travaille presque uniquement au crayon, souvent sur des fonds à la feuille d’or et accompagnés de certains éléments colorés. Parfois même, il utilise pour colorer ces œuvres des épices écrasées qui lui serviront de pigment granuleux. L'une des techniques qu'il utilise, le monotype, consiste en une feuille déposée sur une plaque enduite de couleur, et l'impression est obtenue par la pression du crayon utilisé pour dessiner au verso et qui donne à ses œuvres une texture étrange et sensuelle.

## Prix et subside
- 1990 Fondation Gleyre (Office Fédéral de la Culture, Berne, Suisse)

## Expositions

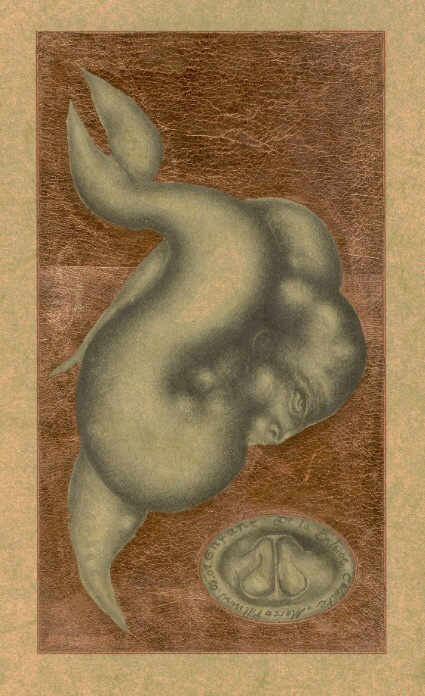
L'enfant de la baleine céleste

- 2003 Musée de Pully à l’occasion des 50 ans de la galeriste Nane Cailler
- 1999 Galerie Ditzoff, Coppet
- 1998 Galerie Nane Cailler, Pully[7]
- 1997 Palexpo Europ’Art, Genève
- 1996 Galerie St Léger, Genève
- 1996 Galerie Brot un Käse, Soral – Genève
- 1995 Galerie Brot un Käse, Soral – Genève
- 1995 Galerie Nane Cailler, Pully[8]
- 1993 Galerie Nane Cailler, Pully[9]
- 1993 Galerie René Steffen
- 1991 National Gallery of Zimbabwe
- 1990 Galerie Nane Cailler, Pully[10]
- 1989 Galerie Nane Cailler, Pully[11]
- 1989 Galerie Chausse Coqs, Genève[12]
- 1987 Centre d’art visuel de Genève

## Collections publiques et privées
- Galerie Nane Cailler, Pully